# Thurston-Gletscher
Der Thurston-Gletscher ist ein 24 km langer Gletscher auf der Siple-Insel vor der Küste des westantarktischen Marie-Byrd-Lands. Sein Entstehungsgebiet sind die Hänge des Mount Siple. Von dort fließt er zunächst ostwärts, dann nach Nordosten zur Nordküste der Insel.
Der United States Geological Survey kartierte ihn anhand eigener Vermessungen und Luftaufnahmen der United States Navy aus den Jahren zwischen 1959 und 1965. Das Advisory Committee on Antarctic Names benannte ihn 1966 nach Thomas R. Thurston, Meteorologe des United States Antarctic Research Program auf der Byrd-Station im Jahr 1965.